# Acanalonia invenusta
Acanalonia invenusta är en insektsart som beskrevs av Doering 1932. Acanalonia invenusta ingår i släktet Acanalonia och familjen Acanaloniidae. Inga underarter finns listade i Catalogue of Life.